# Han, hon och hästen
Han, hon och hästen (engelska: Broadway Bill) är en amerikansk komedifilm från 1934 i regi av Frank Capra. Filmen är baserad på Mark Hellingers novell "Strictly Confidential". I huvudrollerna ses Warner Baxter, Myrna Loy, Walter Connolly och Helen Vinson. 
Capra var inte helt nöjd med den slutgiltiga versionen av filmen och gjorde därför en nyinspelning 1950, Broadway Bill, med Bing Crosby.

## Rollista i urval
- Warner Baxter - Dan Brooks
- Myrna Loy - Alice Higgins
- Walter Connolly - J. L. Higgins
- Helen Vinson - Margaret
- Douglass Dumbrille - Eddie Morgan
- Raymond Walburn - överste Pettigrew
- Lynne Overman - Happy McGuire
- Clarence Muse - Whitey
- Margaret Hamilton - Edna
- Frankie Darro - Ted Williams
- George Cooper - Joe
- George Meeker - Henry Early
- Jason Robards, Sr. - Arthur Winslow
- Ed Tucker - Jimmy Baker
- Edmund Breese - domare på galopptävling
- Clara Blandick - Mrs. Peterson